# Pachybrachis truncatus
Pachybrachis truncatus är en skalbaggsart som beskrevs av Bowditch 1909. Pachybrachis truncatus ingår i släktet Pachybrachis och familjen bladbaggar. Inga underarter finns listade i Catalogue of Life.